# Jean-Baptiste Lepère
Pour les articles homonymes, voir Lepère.
Jean-Baptiste Lepère, né le 1er décembre 1761 à Paris où il est mort le 16 juillet 1844, est un architecte français.
Sa fille a épousé l'architecte Jacques Hittorff.

## Biographie
Avant l'expédition d'Égypte, il avait voyagé à Saint-Domingue et à Constantinople.
Bonaparte l'emmène en Égypte avec ses homonymes, Jacques-Marie Le Père (1763-1841) et son frère Gratien Le Père (1769-1826) (dont le nom est orthographié en deux parties), ingénieurs et géomètres chargés de vérifier si le projet de creuser un canal pour relier la mer Méditerranée et la mer Rouge à travers le delta du Nil est réalisable. Il s'agit aussi pour lui de vérifier si le niveau entre les deux mers est suffisamment négligeable pour la réalisation d'un tel canal.
Il devient membre de l'Institut d'Égypte le 1er décembre 1798, dans la section de littérature et arts.
Sous l'Empire, il est l'architecte du château de Malmaison, puis de celui de Saint-Cloud. Il s'occupe également des projets d'embellissement du château de Meudon, palais impérial du roi de Rome.
Il est un architecte de renom — il dresse le projet initial de l'église Saint-Vincent-de-Paul de Paris, modifié et réalisé par son gendre — et élève, entre autres, la colonne Vendôme et le piédestal de la statue de Henri IV sur le pont Neuf.